# Smerdyna (gromada)
Smerdyna – dawna gromada, czyli najmniejsza jednostka podziału terytorialnego Polskiej Rzeczypospolitej Ludowej w latach 1954–1972.
Gromady, z gromadzkimi radami narodowymi (GRN) jako organami władzy najniższego stopnia na wsi, funkcjonowały od reformy reorganizującej administrację wiejską przeprowadzonej jesienią 1954 do momentu ich zniesienia z dniem 1 stycznia 1973, tym samym wypierając organizację gminną w latach 1954–1972.
Gromadę Smerdyna z siedzibą GRN w Smerdynie utworzono – jako jedną z 8759 gromad na obszarze Polski – w powiecie sandomierskim w woj. kieleckim, na mocy uchwały nr 13j/54 WRN w Kielcach z dnia 29 września 1954. W skład jednostki weszły obszary dotychczasowych gromad Łukawica i Smerdyna ze zniesionej gminy Jurkowice w tymże powiecie. Dla gromady ustalono 15 członków gromadzkiej rady narodowej.
1 stycznia 1956 gromadę włączono do powiatu staszowskiego w tymże województwie.
31 grudnia 1961 gromadę zniesiono, a jej obszar włączono do gromad  Wiązownica (wieś i kolonię Smerdyna, kolonie Wapiennik i Karolinów oraz osadę młyńską Opalina) i Wiśniowa (wieś i kolonię Łukawica oraz kolonie Kaczkówka Ossolińska, Chrapy i Kalugi).